# یونانی باستان

آغاز ادیسه اثر هومر

یونانی باستان (Ἑλληνική Hellēnikḗ) جزء زبان‌های هندواروپایی از شاخهٔ زبان‌های هلنی‌تبار است که در دوران باستان در خلال سدهٔ نهم پیش از میلاد تا سدهٔ چهارم میلادی در سرزمین یونان رواج داشته‌است. ادبیات یونان باستان با هومر آغاز می‌شود و با نویسندگان شاعران و تاریخ‌نویسان بعدی ادامه می‌یابد. در دورهٔ رنسانس و پیشرفت‌های علمی برای نام‌گذاری علمی به‌ویژه در حیطهٔ زیست‌شناسی از زبان یونانی باستان استفاده شد. این زبان به الفبای یونانی باستان نوشته می‌شد.
زبان یونانی باستان به علت برخورداری از ادبیات غنی هنوز دوستداران فراوانی دارد. عدهٔ زیادی از مردم جهان مایل هستند آثار ارزشمند هومر، سوفکلس و آیسخولوس را به زبانی که این ادبیات در آن پدید آمده، مطالعه کنند. علاوه بر آن، هنوز از گنجینهٔ لغات این زبان برای واژه‌سازی علمی و فلسفی استفاده می‌شود.
ساکنان مسلمانِ شماری از دهکده‌های اطراف ترابزون در ترکیه به گویشی از یونانی سخن می‌رانند که به یونانی باستان نزدیک است.

## الفبا
الفبای یونانی ۲۴حرف دارد که در زیر از راست به چپ مرتب گردیده‌اند:
| حروف بزرگ |   |   |   |   |   |   |   |   |   |   |   |   |   |   |   |   |     |   |   |   |   |   |   |
| Α         | Β | Γ | Δ | Ε | Ζ | Η | Θ | Ι | Κ | Λ | Μ | Ν | Ξ | Ο | Π | Ρ | Σ   | Τ | Υ | Φ | Χ | Ψ | Ω |
| حروف کوچک |   |   |   |   |   |   |   |   |   |   |   |   |   |   |   |   |     |   |   |   |   |   |   |
| α         | β | γ | δ | ε | ζ | η | θ | ι | κ | λ | μ | ν | ξ | ο | π | ρ | σ/ς | τ | υ | φ | χ | ψ | ω |

نام حروف به شکل زیر است:
| - Α α: آلفا - Β β: بتا - Γ γ: گاما - Δ δ: دلتا - Ε ε: اپسیلن - Ζ ζ: زتا - Η η: اتا - Θ θ: تتا | - Ι ι: یوتا - Κ κ: کاپا - Λ λ: لامبدا - Μ μ: موو - Ν ν: نوو - Ξ ξ: کی سی - Ο ο: اُمیکرون - Π π: پی | - Ρ ρ: رو - Σ σ/ς: سیگما - Τ τ: تاو - Υ υ: آپسیلن - Φ φ: فی - Χ χ: خی - Ψ ψ: پسی - Ω ω: اُمگا |